# Episteme contracta
Episteme contracta är en fjärilsart som beskrevs av Butler 1875. Episteme contracta ingår i släktet Episteme och familjen nattflyn. Inga underarter finns listade i Catalogue of Life.